# Palaeomastodon beadnelli
Il paleomastodonte (Palaeomastodon beadnelli) era un proboscidato primitivo, vissuto all'inizio dell'Oligocene (circa 35 milioni di anni fa), i cui resti sono stati rinvenuti in Egitto.

## L'antenato dei mastodonti
Il suo nome significa "antico mastodonte" e in effetti questo animale è ritenuto essere un possibile antenato della linea evolutiva che condurrà, nel Pleistocene, al famoso mastodonte americano. Il paleomastodonte, in ogni caso, è uno dei proboscidati più primitivi, anche se può già essere considerato un proboscidato simile agli elefanti (gruppo degli Elephantiformes).
La taglia di questo animale era già notevole, decisamente superiore a quella dei contemporanei meriteri (gen. Moeritherium), che condividevano con il paleomastodonte gli stessi ambienti. Il paleomastodonte era alto da 1 a 2 metri, e poteva pesare fino a due tonnellate. Era dotato di un corpo massiccio e zampe colonnari come gli odierni elefanti, ma il cranio era molto diverso: la proboscide era molto corta, e possedeva una lunga mandibola dotata di due zanne inferiori appiattite, probabilmente usate per setacciare le piante di cui si nutriva negli acquitrini; le zanne superiori, invece, erano aguzze e molto corte. Questa specializzazione verrà poi estremizzata dai mastodonti a quattro zanne (Gomphotherium) e ancor più nei mastodonti con le zanne a pala (Platybelodon e Amebelodon).

## Vita nelle paludi
I resti del paleomastodonte sono stati rinvenuti nella formazione di Jebel Qatrani nella regione del Fayum, in Egitto; questa formazione particolarmente prolifica ha conservato resti di altri animali e piante dell'Eocene superiore e dell'Oligocene inferiore. L'ambiente dell'epoca, con tutta probabilità, era paludoso. Tra i fossili più interessanti, da ricordare quelli di alcuni primati primitivi (Apidium, Aegyptopithecus, Parapithecus), iraci, cetacei, sirenidi, uccelli di palude e uno strano mammifero chiamato Arsinoitherium. Un altro proboscidato, Phiomia serridens, è stato rinvenuto negli stessi luoghi.